# Laurel (Maryland)
Laurel è un comune degli Stati Uniti d'America, situato nella contea di Prince George nello Stato del Maryland.